# Gerrit de Graeff (1741-1811)
Gerrit de Graeff, ook Gerrit de Graeff van Zuid-Polsbroek, vrijheer van Zuid-Polsbroek, en heer van Purmerland en Ilpendam (Amsterdam, 23 december 1741 - aldaar, 20 december 1811) was een Nederlands patriottisch politicus, telg uit het geslacht De Graeff.

## Biografie
De Graeff, zoon van Gerrit de Graeff en Elizabeth Lestevenon, groeide op aan de Herengracht 573 te Amsterdam. Door zijn vaders eerste echtgenote Maria Elisabeth Sautijn was hij onder meer een neef van Apollonius Jan Cornelis Lampsins, Baron van Tabago, en tevens van Pieter Clifford. Evenals zijn vader Gerrit promoveerde hij in de rechten aan de Universiteit Leiden. De Graeff huwde in 1765 met Christina van Herzeele, afkomstig uit het Vlaamse en Henegouwse adellijk geslacht Van Herzeele. Zij hadden twee levensvatbare kinderen:
- Gerrit de Graeff van Zuid-Polsbroek, vrijheer van Zuid-Polsbroek en heer van Purmerland en Ilpendam (1766-1814)
- Geertruid Elisabeth de Graeff (1776-1857), getrouwd met Gijsbert Carel Rutger Reinier van Brienen van Ramerus (1771-1821)

De Graeff was een man van remonstrantsen huize en een patriot in de traditie van de staatsgezinde staatslieden van de Gouden Eeuw. Van 1762 tot 1787 heeft hij verschillende bestuursfuncties in Amsterdam bekleed, waaronder raad en schepen. In 1776 werd hij als commissaris van het 't Zandpad in het Noorderkwartier genoemd. Vanwege zijn patriottische gezindheid werd hij in 1787 samen met Hendrik Hooft, Daniëlsz. uit het Amsterdamse stadsbestuur verwijderd. Na de Franse inval en de stichting van de Bataafse Republiek werd De Graeff samen met en aantal van oude vroedschapsleden zoals Willem Backer, Daniel Hooft, Cornelis van der Hoop en Jan Bernd Bicker in juni 1795 lid van de municipaliteit (gemeenteraad) van Amsterdam. In 1799 is hij vervolgens gekozen tot lid van het Vertegenwoordigend Lichaam. In 1803 werd De Graeff benoemd tot wethouder van Amsterdam.
Gerrit de Graeff stierf op 20 december 1811 op kasteel Ilpenstein. Zijn grafkapel bevindt zich in de Hervormde kerk te Ilpendam.
- Biografisch Portaal: 92715106
- Digitale Bibliotheek voor de Nederlandse Letteren: grae018
- International Standard Name Identifier: 0000 0003 8867 1687
- Nederlandse Thesaurus van Auteursnamen: 30184268X
- Virtual International Authority File: 281927270
- WorldCat: E39PBJB4cXQpQgP3PKpWjrQrMP